# Теорија завере о вези Бајдена и Украјине
Теорија завере о вези Бајдена и Украјине је серија лажних тврдњи усредсређених на неосновану тврдњу да је Џо Бајден, док је био потпредседник Сједињених Држава, учествовао у коруптивним активностима у вези са запошљавањем свог сина Хантера Бајдена у украјинској гасној компанији Бурисма.
Ширила се првенствено у покушају да се наруши репутација Џоа Бајдена током председничке кампање 2020. Анализа обавештајне заједнице Сједињених Држава објављена у марту 2021. показала је да су заступници руске обавештајне службе промовисали и обликовали обмањујуће или непоткријепљене приче о Бајденима „америчким медијским организацијама, америчким званичницима и истакнутим америчким појединцима, укључујући личности блиске бившем председнику Трампу и његовој администрацији." Њујорк тајмс је у мају 2021. известио да је федерална кривична истрага испитивала могућу улогу садашњих и бивших украјинских званичника, укључујући и то да ли су користили бившег Трамповог адвоката Рудија Ђулијанија, који је предмет посебне федералне истраге, за ширење непоткрепљених тврдњи.
Теорија завере наводи да је тадашњи потпредседник Бајден зауставио гаранције за кредит како би извршио притисак на Украјину да отпусти тужиоца како би спречио истрагу о корупцији у Бурисми и заштитио свог сина Хантера. Сједињене Државе су ускратиле помоћ влади да би извршиле притисак на Украјину да смени тужиоца, у складу са званичном и двопартијском политиком савезне владе Сједињених Држава. Влада САД, заједно са Европском унијом, Светском банком и Међународним монетарним фондом, сматрала је да је тужилац корумпиран и неефикасан и превише попустљив у истрази компанија и олигарха, укључујући Бурисму и њеног власника. Видео снимак из јануара 2018. показује да Бајден преузима заслуге за задржавање гаранција за зајам да би тужилац добио отказ, делујући у циљу спровођења политике САД, а не из разлога које наводи теорија завере.

## Позадина
Хантер Бајден је адвокат чија је каријера раније укључивала период рада као извршни потпредседник у МБНА и три године у Министарству трговине Сједињених Држава. Затим је радио као лобиста до 2006. године, када га је Џорџ В. Буш именовао у одбор директора Амтрака.
Хантер Бајден је поднео оставку у компанији  Амтрак фебруара 2009, убрзо након инаугурације Барака Обаме, када је његов отац Џо Бајден постао потпредседник. Наставио је лобирање и био је саветник у адвокатској канцеларији Boies Schiller Flexner LLP, све док га украјинска нафтна и гасна компанија Бурисма Холдингс није ангажовала у априлу 2014. Пошто Хантер Бајден није имао претходног искуства у Украјини или енергетском сектору, неки су то видели као вероватан покушај куповине утицаја преко свог оца, иако је Хантер Бајден ангажован да спроводи опште корпоративно саветовање, а не да пружа услуге експерта у области енергетике. Запошљавање Хантера Бајдена су неки описали као потенцијални сукоб интереса, а саветници Обамине администрације сматрали су да је ситуација незгодна.
У октобру 2020. године, током последњих недеља председничке кампање, Њујорк пост је објавио чланак, уз учешће личног адвоката Доналда Трампа Ђулијанија и бившег главног стратега Стива Бенона, о пронађеном лаптопу који припада Хантеру Бајдену. Лаптоп је садржао имејл, чију је аутентичност касније потврдио Вашингтон пост 2022. године, који показује шта је Њујорк пост окарактерисао као „састанак“ између Џоа Бајдена и Вадима Пожарског, саветника Бурисме, 2015. Међутим, карактер састанак су сведоци оспорили.
Већина мејнстрим медија, аналитичара и обавештајних званичника довела је у питање истинитост чланка, због ланца чувања лаптопа и његовог садржаја, као и сумње да је можда био кориштен као део кампање дезинформација. Касније је потврђено да су барем неки од материјала са лаптопа били оригинални, иако је лажни материјал можда био помешан са њим, а Хантер Бајден је рекао да је могуће да би лаптоп могао бити његов.

### Виктор Шокин
Виктора Шокина је на функцију генералног тужиоца Украјине именовао украјински председник Петро Порошенко, коме је био лојалан. Представници ЕУ и Сједињених Држава су вршили притисак на Порошенка за његову смену као и Светска банка и Међународни монетарни фонд.
У марту 2016. године, сведочећи Сенатском комитету за спољне послове, бивши амбасадор у Украјини Џон Е. Хербст је изјавио: „До касне јесени 2015. ЕУ и Сједињене Државе придружиле су се хору оних који траже смену господина Шокина“ и да је Џо Бајден „о томе јавно говорио пре и током своје децембарске посете Кијеву“. Током истог саслушања, помоћница државног секретара Викторија Нуланд изјавила је: „Ми смо своју следећу гаранцију зајма од милијарду долара везали, пре свега, за поновно активирање реформске коалиције како бисмо знали са ким радимо, и друго, за то да осигурамо да се канцеларија генералног тужиоца очисти“. Велика већина гласова за у украјинском парламенту у марту 2016. довела је до смене Шокина са функције након што је истрага о изнуди друге компаније довела до сарадника код који су пронађени у поседу дијаманти, готовина и друге вредности, као и докумената и Шокинови пасоши.

### Трампов први опозив
Прва Трампова оптужба за опозив за злоупотребу положаја покренута је телефонским разговором са украјинским председником Володимиром Зеленским у јулу 2019. године, у којем је тадашњи председник Трамп покушао да изврши притисак на Зеленског на quid pro quo начин како би започео јавну истрагу Бурисме и Бајденових у размена за ослобађање финансијске и војне помоћи Украјини коју је одобрио Конгрес и обећање састанка Трамп-Зеленски у Белој кући. Током саслушања и суђења за опозив председника Трампа 2019-20, он и његови савезници су више пута тврдили да су Џо Бајден и његов син учествовали у коруптивним активностима у Украјини. Трамп је рекао да планира да то постане главно питање током председничке трке у Сједињеним Државама 2020. док је сенатски комитет под контролом републиканаца спровео истрагу о оптужбама у пролеће 2020.
Истрага Сенатских комитета за унутрашњу безбедност и финансије под контролом републиканаца закључила је у септембру 2020. да је Хантер Бајден ' уновчио“ име свог оца да би закључио уносне послове широм света“, али да нема доказа о неприкладном утицају или недозвољеним радњама Џоа Бајдена.

### Руди Ђулијани
Радећи заједно са Андријем Деркачем (активним руским агентом), Дмитром Фирташем и другим појединцима повезаним са руским обавештајним службама и организованим криминалом, Трампов лични адвокат Руди Ђулијани и његови сарадници предводили су напоре да се прикупе информације у Украјини како би се унапредиле оптужбе, а државни тужилац Вилијам Бар је потврдио да је Министарство правосуђа створило „процес пријема“ за ревизију Ђулијанијевих налаза.
Деркач је објавио делове наводног разговора између Џоа Бајдена и Порошенка, у којем Бајден повезује гаранције зајма са свргавањем Виктора Шокина, корумпираног и неефикасног главног тужиоца у земљи. Снимци, који нису верификовани као аутентични и изгледа да су увелико монтирани, нису пружили доказе који подржавају теорију завере да је Бајден желео да тужилац отпусти да би заштитио свог сина. У јуну 2020. Порошенко је негирао да му се Џо Бајден икада обратио у вези са Буризмом и окарактерисао снимке као лажне.
У септембру 2020. Министарство финансија СјАД санкционисало је Деркача, наводећи да је он „активан руски агент више од једне деценије, одржавајући блиске везе са руским обавештајним службама“. Министарство финансија је додало да је Деркач „водио кампању тајног утицаја усредсређену на култивисање лажних и непоткрепљених наратива о америчким званичницима на предстојећим председничким изборима 2020.“, укључујући објављивање „монтираних аудио касета и других неподржаних информација са намером да дискредитује америчке званичнике„.
Крајем 2019. године откривено је да тужилац Јужног округа Њујорка, који је Ђулијани некада водио, води истрагу против њега за више кривичних дела у вези са његовим активностима у Украјини. Обавештајни званичници су упозорили Рона Џонсона, председника сенатског комитета који истражује Бајденове, да ризикује да шири руске дезинформације.
Вашингтон пост је у октобру 2020. известио да су америчке обавештајне агенције упозориле Белу кућу 2019. да је Ђулијани мета руске операције утицаја, а саветник за националну безбедност Роберт О’Брајен упозорио је председника Трампа да прихвата оно што му је Ђулијани рекао. Док су надгледали руске активности, амерички обавештајци су забележили како Ђулијани комуницира са њима. Према званичницима које је интервјуисао The Daily Beast, тадашњи саветник за националну безбедност Џон Болтон рекао је свом особљу да се не састаје са Ђулијанијем, као и његов наследник Роберт Ц. О’Брајан, јер је Болтон био обавештен да Ђулијани шири теорије завере које су у складу са руским интересима у ометању избора 2020. Ови званичници су такође били забринути да ће Ђулијани бити коришћен као канал за дезинформације, укључујући „цурење“ мејлова у којима би се помешали оригинални са фалсификованим материјалом како би се Хантер Бајден умешао у коруптивне послове. У интервјуу за The Daily Beast, Ђулијани ће касније изјавити да је Деркачево санкционисање резултат завере коју је предводио Џорџ Сорос и да „шанса да је Деркач руски шпијун није ништа боља од 50/50”.
Украјински бизнисмен Харес Јусеф рекао је за Тајмс да је сарадник Дмитра Фирташа тражио од Јусефа да износи неистине о пословним активностима Хантера Бајдена како би оштетио председничку кампању Џоа Бајдена, у замену за визу за Сједињене Америчке Државе.